# ベルギー高速鉄道3号線

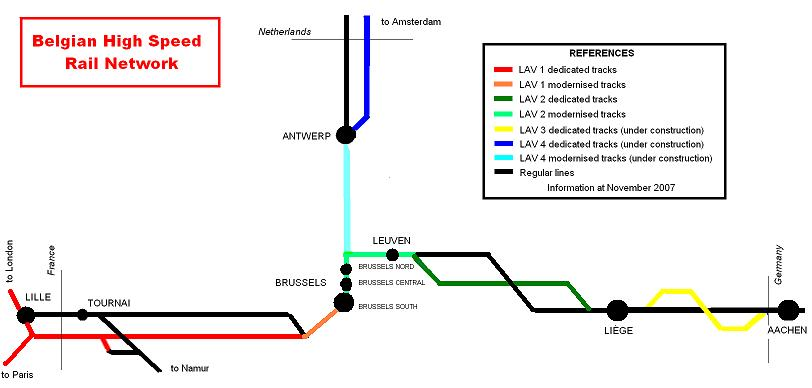
ベルギー国内の高速鉄道路線

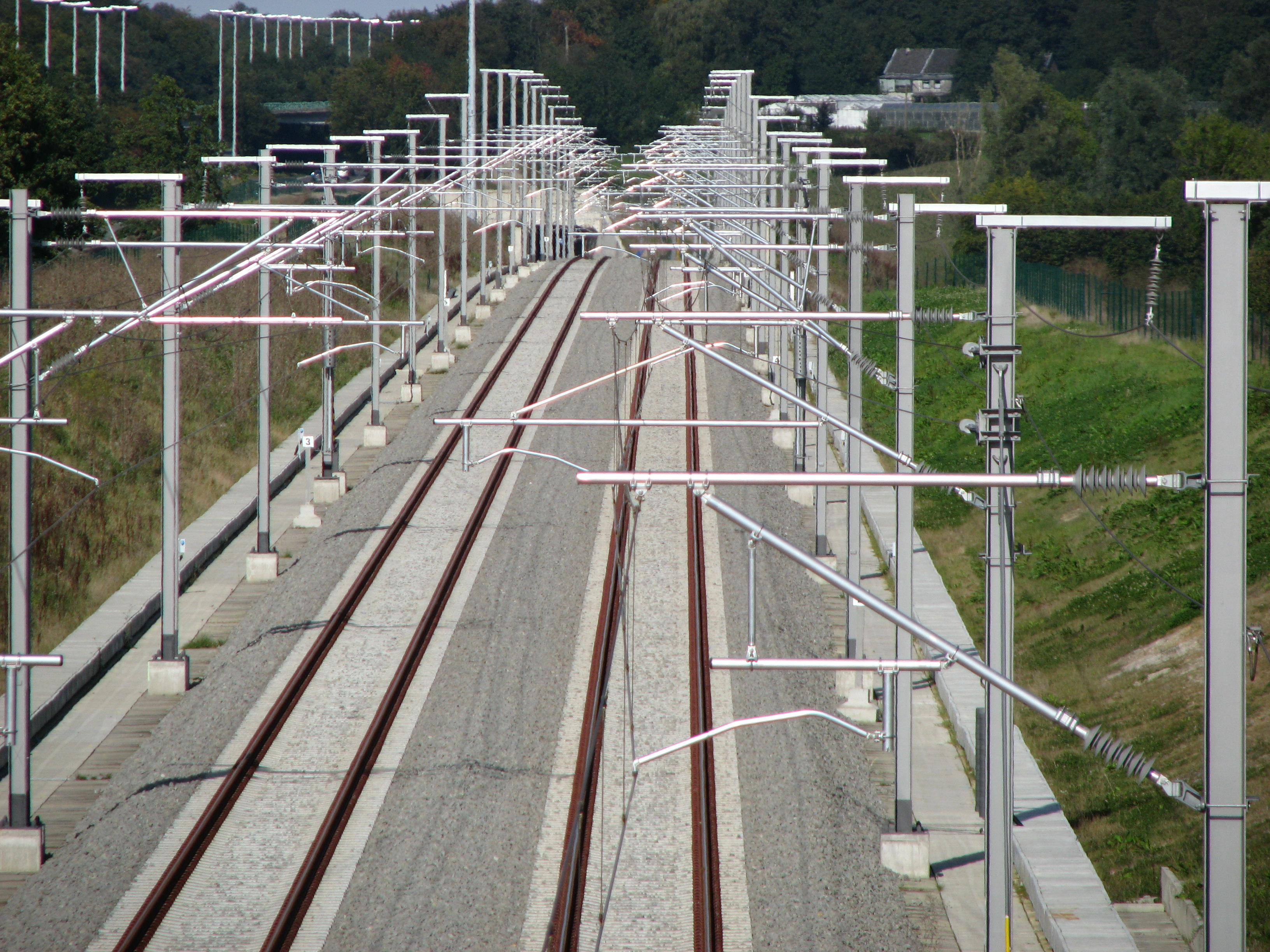
Walhorn付近

ベルギー高速鉄道3号線(Hogesnelheidslijn 3,HSL 3)はベルギーの高速鉄道路線である。ベルギー東部のリエージュと、アーヘンに近いベルギー・ドイツ国境を結んでいる。路線長は56kmでそのうち42kmが専用の高速線、14kmが在来線の改良区間である。技術的には2007年10月には完成していたが、列車の営業走行開始は2009年6月14日から開始された。2009年12月13日よりタリスは同路線に経由変更されている。開業が遅れた要因は完成した列車保安システムの技術的な不具合による。
HSL 2やフランス国境から続くHSL 1とあわせて、この東方向への高速鉄道路線は、ブリュッセルからパリやドイツ方面の所要時間を大幅に短縮させる。HSL 3はタリスやICEに加え、国内の速いインターシティサービスにも利用される。

## 路線経路
リエージュ＝ギユマン駅を離れると改良された在来線を列車は160km/hまで速度を上げる。シェネー（Chênée）から、専用の高速線区間に入る。高速線での最高速度は220 - 250kmになっている。
路線はヴェスドル川を渡りヴォー＝スー＝シェーブルモン（Vaux-sous-Chèvremont）とスマーニュ（Soumagne）間の全長6.2kmのトンネルを横断する。その後、高速道路E40号線と平行し、ウォルホーン（Walhorn）の村の直後に開削工法区間でE40号線を潜り在来線に再接続する。改良された在来線を再び160km/hで列車は走り、ハンマーブリュッケ高架橋(高速線計画で再建されたもの)を渡り、2km離れた地点で国境を越える。
国境を越えて列車は改良された在来線に沿ってアーヘン中央駅に向かう。列車はベルギー国内は左側通行だがドイツ国内、アーヘン付近では右側通行になる。この区間を走行するタリスやICE 3などはどちらの通行にも対応するように運転台が中央に備わっている。

## 駅
リエージュ＝ギユマン駅はタリスやICEのサービスに対応するため、新しく建設されている。デザインはスペインの建築家サンティアゴ・カラトラヴァが担当し、ガラスのアーチ状の屋根をしており、ショッピングセンターを含んでいる。

## トンネル区間
最も興味深い建設計画は6,505mに及ぶSoumagneのトンネルで、ベルギーでは一番長い鉄道用トンネルになる。掘り抜かれた区間は5,940mで、それぞれ拡張され覆われた点が177mと388mである。それぞれ、何十もの異なった固い地質構造の中でトンネルを掘り進めなければならず、石灰層を通すため残りの区間はダイナマイトで吹き飛ばさなければならなかった。
トンネルはいくらかのエリアで127mの深さに達している。平均勾配は17‰で最大勾配は入口のSoumagneで20‰である。
トンネルの一部区間は200km/hに制限されている。トンネルの工期は2001年5月14日から2005年8月であった。